# 美国科技
美国科技是美国的科学技术一直以强大在世界上著称，人类史上很多重要的发明，包括白织灯、采棉机、通用零件、裝配線等都是源自美国，美国第一个研究出了原子弹，在冷战期间实行阿波罗登月计划登上了月球。目前，美国在火箭技术、武器研究、材料科学、医学、生物工程、電腦等许多领域都处于世界领先地位。

## 历史

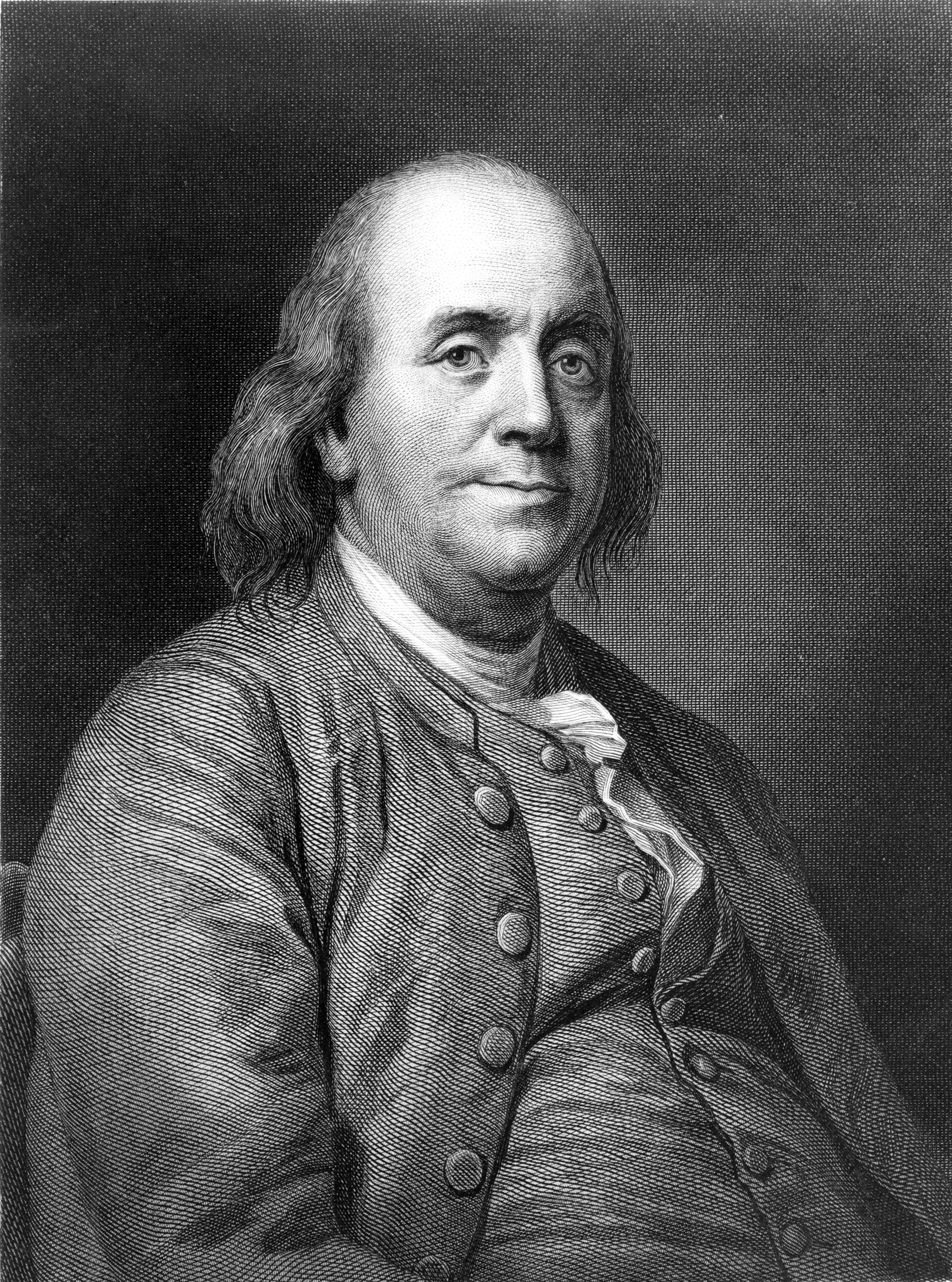
本杰明·富兰克林被认为是美国最早的科学家之一。

在哥伦布于1492年到达北美洲之前，印第安人已经有了一定的科技知识，如会建造泥砖砌成的房屋（英語：adobe），有自己的历法等。直到18世纪，美国与欧洲国家几乎隔离；与欧洲相比，美国的科学基础设施仍然是相当原始的，此时美国的科技仍然有一定的成就，本杰明·富兰克林通过一系列实验加深了人们对电的理解，他还发明了双重焦点眼镜。
19世纪时，大量的人口开始涌入美国，这也包括一些优秀的科学家。亚历山大·贝尔就是其中的一位，1876年3月10日他和他的同事进行了世界上第一台可用的电话机试验。20世纪上半期特别是纳粹党肆虐时期以及第二次世界大战结束后的10年内，大量的外国科学家移民到美国，其中的著名人物有阿尔伯特·爱因斯坦、恩里科·费米等。

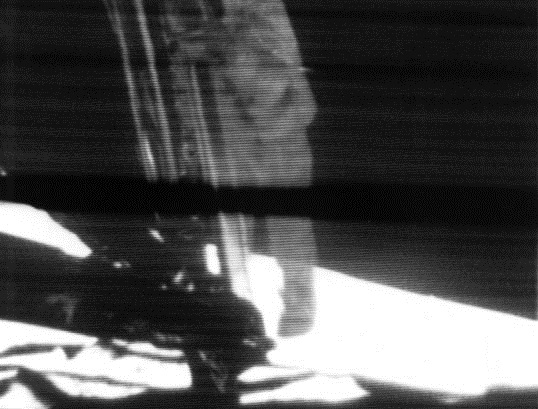
1969年7月20日，美国宇航员阿姆斯特朗成为第一个登上月球的地球人。

1942年，曼哈顿工程开始，1945年7月16日，美国爆炸了人类历史上第一颗原子弹，标至了人类进入了“核时代”，在冷战期间，美国与苏联进行了激烈地太空竞赛，第一颗人造卫星、第一位进入太空的宇航员、第一位进行太空行走的宇航员的荣誉都被苏联抢走，但是在登月方面取得了巨大成就，1969年7月20日，美国宇航员阿姆斯壯成为第一个登上月球的地球人。
凭借着数目众多的科研人员和丰厚的科研经费，美国目前在武器研究、材料科学、医学、生物工程、電腦等许多领域都处于世界领先地位。

## 各个领域介绍

### 核工业

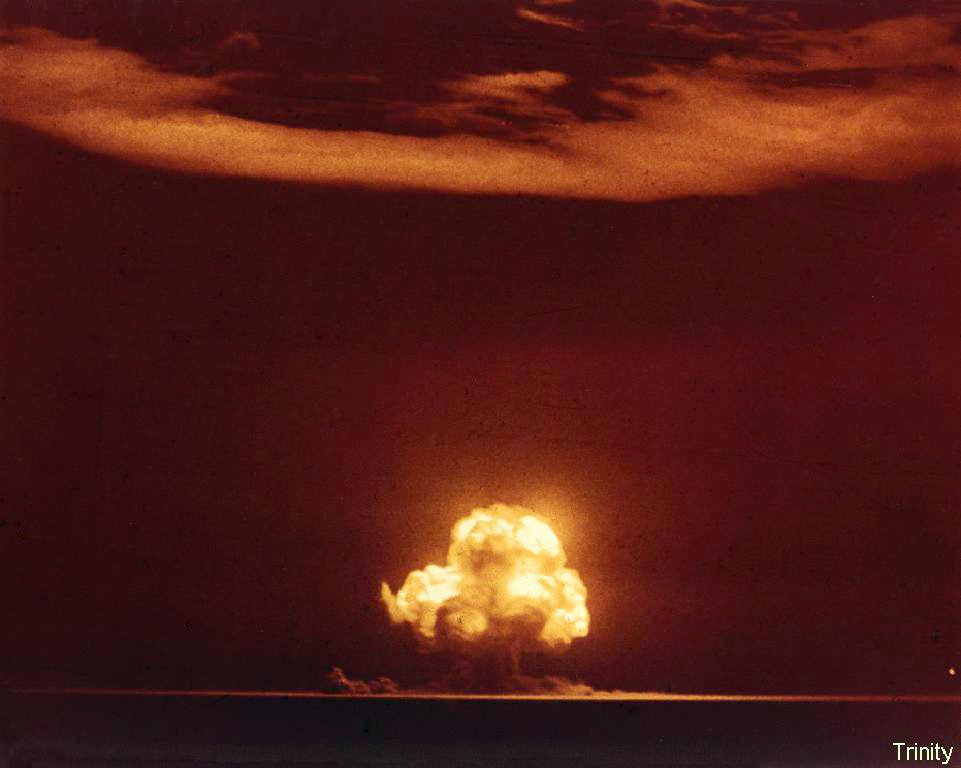
1945年7月16日美国在新墨西哥州的沙漠爆炸了人类历史上第一颗原子弹。

1942年，恩里科·费米在芝加哥大学负责设计建造了人类历史上第一座核反应堆——Chicago Pile-1核反应堆，该核反应堆输出功率仅为0.5W。1960年，美国制造8座输出功率达200万瓦特的携带型核反应堆Alco PM-2A，以供应美国陆军在格陵兰的Camp Century计划中使用。目前美国有104座商业核反应堆，它们提供了美国20%的电力。
在核武器方面，截止2009年9月30日，美国有5113枚核弹头。

### 通信与电子业
在通信与电子方面，美国一直保持着强劲的发展势头，贝尔实验室发明了晶体管、电荷耦合组件、UNIX操作系统、C语言等，帕罗奥多研究中心发明了个人电脑、雷射印表機、游標等，國防高等研究計劃署与国家航空航天局建立的阿帕网导致了網際網路的产生。

### 航天业

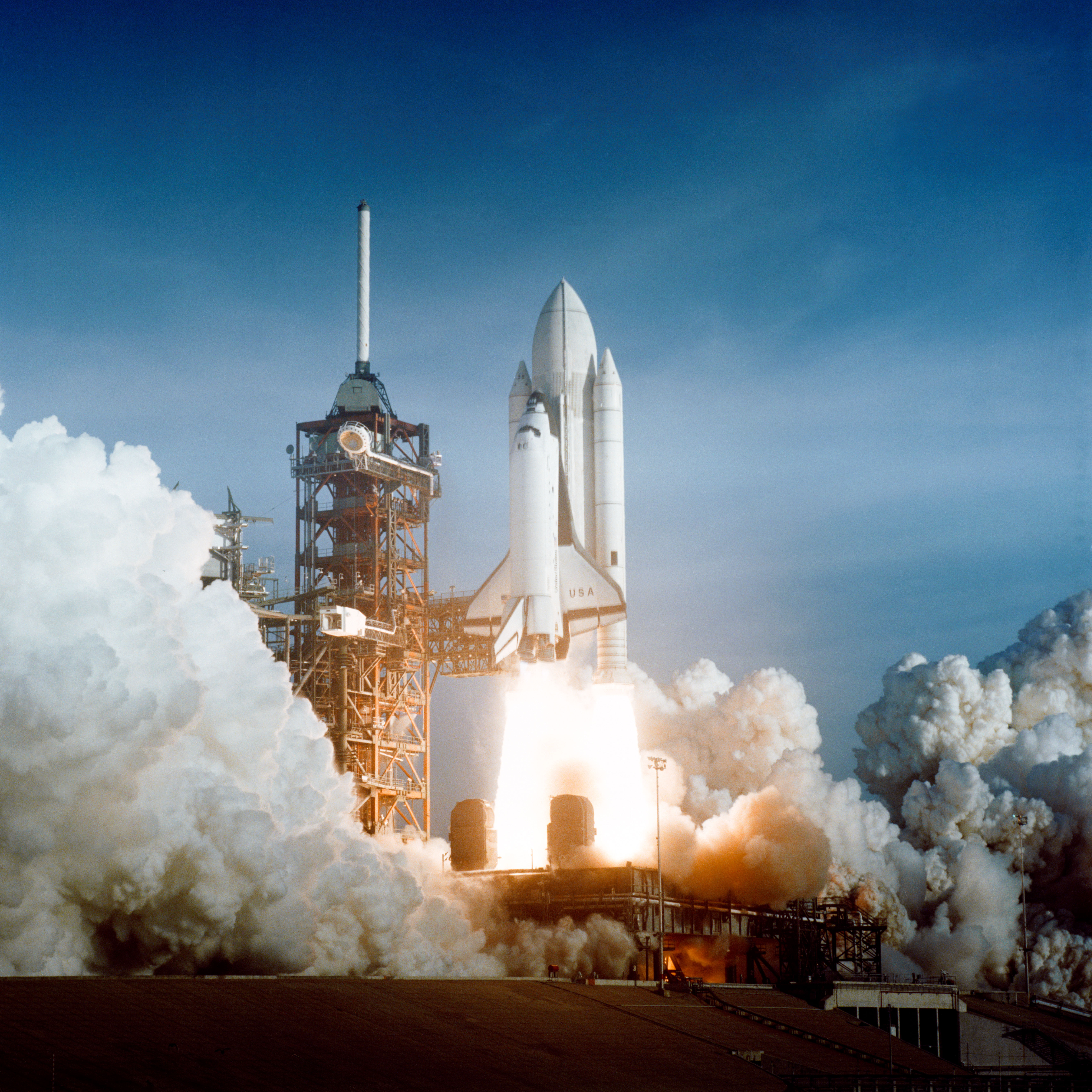
1981年4月12日。美国发射了人类历史上第一个航天飞机——哥伦比亚号航天飞机。

在航天业方面，1958年1月31日，美国发射了人类的第二颗、自己的第一颗人造卫星探险者1号。1961年5月5日，人类的第二个、美国的第一个宇航员艾伦·谢泼德被送入太空。1961年，阿波罗计划开始，1969年7月20日到1972年，共有12个宇航员登月成功。同时，美国是迄今为止第一个发射航天飞机的国家，1981年4月12日，美国发射了人类史上第一个航天飞机；从1981年4月12日到2011年7月21日，美国的航天飞机发射了135次，成功发射134次，成功返回了133次。

### 医疗行业
欧盟和美国的药业组织认为美国是全球医学研究及推出新型医术和医疗产品的龙头国，但是他们又表示必须依靠美国高昂的医疗开支才能有效推动这些研发的进行。